# Baranîkivka, Bilovodsk
Baranîkivka (în ucraineană Бараниківка) este localitatea de reședință a comunei Baranîkivka din raionul Bilovodsk, regiunea Luhansk, Ucraina.

## Demografie
Componența lingvistică a localității Baranîkivka
     Ucraineană (90,35%)
     Rusă (9,46%)
Conform recensământului din 2001, majoritatea populației localității Baranîkivka era vorbitoare de ucraineană (90,35%), existând în minoritate și vorbitori de rusă (9,46%).